# Lista meczów reprezentacji Japonii w piłce nożnej mężczyzn (1940–1949)
Lista meczów reprezentacji Japonii w piłce nożnej (1940–1949) – oficjalne mecze reprezentacji Japonii w piłce nożnej mężczyzn.

## 1940

### Mecze
| Data  | Przeciwnik | Wynik | Miejsce     |
| 16.06 | Filipiny   | 1-0   | Nishinomiya |

### Kadra
| Nazwisko          | -1939 | 16.06 | 1940 | Razem |
| Taizō Kawamoto    | 5(3)  | O(1)  | 1(1) | 6(4)  |
| Tokutarō Ukon     | 4(1)  | O     | 1(0) | 5(1)  |
| Kim Yong-sik      | 2(0)  | O     | 1(0) | 3(0)  |
| Yukio Tsuda       | 0(0)  | O     | 1(0) | 1(0)  |
| Kunitaka Sueoka   | 0(0)  | O     | 1(0) | 1(0)  |
| Lee Yoo-hyung     | 0(0)  | O     | 1(0) | 1(0)  |
| Takashi Kasahara  | 0(0)  | O     | 1(0) | 1(0)  |
| Saburō Shinosaki  | 0(0)  | O     | 1(0) | 1(0)  |
| Kazu Naoki        | 0(0)  | O     | 1(0) | 1(0)  |
| Hirokazu Ninomiya | 0(0)  | O     | 1(0) | 1(0)  |
| Kim Sung-gan      | 0(0)  | O     | 1(0) | 1(0)  |